# Kumpfmühle (Buchbach)
Kumpfmühle ist ein Gemeindeteil des Marktes Buchbach im oberbayerischen Landkreis Mühldorf am Inn.

## Geografische Lage
Die Einöde ist eine ehemalige Getreidemühle. Sie liegt auf der Gemarkung Felizenzell am Kneißlbächlein unmittelbar östlich des Landkreises Erding im Gemeindegebiet des Marktes Buchbach in der Region Südostoberbayern im Alpenvorland inmitten des tertiären Hügellandes zwischen den Tälern der Vils im Norden und der Isen im Süden. Die Landeshauptstadt München ist rund 61 km entfernt.
Das Kneißlbächlein hat seinen Ursprung im 1,5 km nördlich der Kumpfmühle gelegenen Erlensee (Loaner Weiher).

## Geschichte
Die Kumpfmühle hatte 1861 fünf Einwohner und drei Gebäude. Sie lag seit dem bayerischen Gemeindeedikt von 1818 in der Gemeinde Felizenzell und gehörte zur katholischen Pfarrei Buchbach. Am 1. Januar 1972 wurde sie im Zuge der Gebietsreform in Bayern nach Buchbach eingegliedert. Im Mai 1987 gab es nur noch drei Einwohner in einem Wohngebäude.

## Etymologie
Eine Kumpfmühle ist eine oberschlächtige Wassermühle, mit einem sogenannten Kumpfrad, an dem Wasser von oben in Gefäße (Kümpfe) oder aus Brettern gebildeten Vertiefungen geleitet wurde. Das mittelhochdeutsche Wort kumpfmül leitet sich von mittelhochdeutsch kumpf ‘Gefäß’ und mittelhochdeutsch müle ‘Mühle’ ab.

## Baudenkmäler

Denkmalgeschützter Querstadel der Kumpfmühle

Der Querstadel, Kumpfmühle 1, ist eine Scheune mit Riegelbundwerk aus der ersten Hälfte des 19. Jahrhunderts. Er wurde im Rahmen einer Nachqualifizierung in die Liste der Baudenkmäler in Buchbach eingetragen.

## Biotope
Das Biotop-Nr. 7639-1081 „Feuchtwiesen in der Aue von Brandstätter Bächlein und Kneißlbächlein nordwestlich von Buchbach“ umfasst relativ artenarme, teilweise brachgefallene Feuchtwiesen, die im Anschluss an naturnahe Auwälder liegen. Zu den Bestandsbildnern der lehmigen, flachen Nasswiese zählen Wald-Simse bzw. Sumpf-Segge. Beigemischt sind Sumpf-Schachtelhalm, Blaugrüne Binse, Zweizeilige Segge und Schlangen-Knöterich.
Zwischen der Kumpfmühle und dem Abfluss des Erlensees befindet sich das  Waldbiotop-Nr. 7936-0054-002 „Auwaldbestände am Kneißlbächlein westlich Buchbach“. Dieses Biotop mit Erlen-Eschen-Auwald, feuchter Staudenflur, Großseggenriedern sowie Röhrichtbeständen wurde im Flächennutzungsplan von 1984 als geplanter Landschaftsbestandteil dargestellt und im Arten- und Biotopschutzprogramm als regional bedeutsam eingestuft. Hervorgehoben wird die Bedeutung für Vögel, Amphibien, Wasserinsekten, Mollusken und Spinnen. Die Biotopkartierung enthält aber keinen Schutzvorschlag.
Das nächstgelegene Trinkwasserschutzgebiet liegt östlich des Kneißlbächleins in der Gemeinde Buchbach.